# Near-Video-on-Demand
Als Near-Video-on-Demand (NVoD oder Near-VoD) bezeichnet man die zeitversetzte Ausstrahlung eines Spielfilms auf einem oder mehreren Programmen. Der Zeitpunkt kann nicht beliebig gewählt werden, sondern nur in festen Intervallen; man kann sich z. B. zu jeder vollen Viertelstunde in den Stream eines populären Films einwählen, der dann jeweils neu beginnt. NVoD ist ein Zugriffsdienst im Interaktiven Fernsehen.